# جون دبليو. كورسو
جون دبليو. كورسو (بالإنجليزية: John W. Corso)‏ هو مخرج فني أمريكي، ولد في 1929 في واباش في الولايات المتحدة، وتوفي في 9 أكتوبر 2019.

## وصلات خارجية
- جون دبليو. كورسو على موقع IMDb (الإنجليزية)
- جون دبليو. كورسو على موقع أول موفي (الإنجليزية)
- جون دبليو. كورسو على موقع قاعدة بيانات الفيلم (الإنجليزية)